# Müller-császárgalamb
A Müller-császárgalamb (Ducula mullerii) a madarak osztályának galambalakúak (Columbiformes) rendjébe és a galambfélék (Columbidae) családjába tartozó faj.
Tudományos nevét Salomon Müller német természettudósról kapta.

## Előfordulása
Indonézia és Pápua Új-Guinea területén honos. Eljut Ausztráliába és az északi Torres-szoros szigetekre is. Ezenkívül rögzítettek megjelenést a Boigu- és Saibai szigeteken is.
Alföldes esőerdőkben, mocsári erdőkben, mangrove és folyóvidékeken lakik.

## Leírása
A faj átlagos testhosszúsága 40 cm, súlya körülbelül 600 g. A hát felső része nagyrészt szürke, a hasi rész szürke-rózsaszín. A tarkón barnás-fekete dupla sáv található, míg a fej világos szürke színű, a torokrész fehér.

## Alfajai
- Ducula mullerii aurantia (AB Meyer, 1893) - Észak-Új-Guineában, a Bintuni-öböltől és a Geelvink-öböl keleti partjától az Astrolabe-öbölig terjedt el
- Ducula mullerii mullerii (Temminck, 1835) - Új-Guinea déli részén honos

## Életmódja
Elsősorban az erdei fák gyümölcseiből, valamint néha rovarokkal is táplálkozik. A tápláléka 30% -át az ylang-ylang (Cananga odorata) gyümölcse adja, a fennmaradó részt a különféle pálmafélék gyümölcsei teszik ki. Az ételt egészben nyelik le, az így elfogyasztott gyümölcsök átmérője nem haladhatja meg az 5 cm-t.

## Szaporodása
Egy tojást helyeznek el egy gyenge fészekágyon, a vizes élőhelyen fészkelő egyedek az erdei fában fészkelnek.